# Иридодиктиум сетчатый
Иридодиктиум сетчатый (лат. Iridodictyum reticulatum) — вид травянистых растений рода Иридодиктиум (Iridodictyum) семейства Ирисовые (Iridaceae), распространённый на Кавказе и в Западной Азии: Россия (Дагестан), Азербайджан, Армения, Грузия, Турция (восток), Ирак (северо-восток) и Иран (север и запад).

## Ботаническое описание
Многолетние травянистые растения, 10—15 см высотой. Луковицы шаровидная или яйцевидная, наружные чешуи сетчатые. Листья приземные, четырёхгранные, узколинейные. Цветоносный побег слаборазвитый, одноцветковый.
Цветки темно-фиолетовые, бледно-фиолетовые, красно-пурпурные, синие или белые.

## Охрана
Вид включён в Красные книги Азербайджана, Армении, России и Республики Дагестан.